# モーリス・アラール
モーリス・アラール（Maurice Allard, 1923年5月25日 - 2004年5月上旬）は、フランスのバッソン奏者。
サン＝ル＝ノブルの生まれ。
17歳でパリ音楽院を首席で卒業し、1949年のジュネーヴ国際音楽コンクールのファゴット部門で優勝。
1957年よりパリ音楽院の教授として後進の指導に当たりながら演奏活動を続けた。
ピエール・マックス・デュボアやアンドレ・ジョリヴェ等から作品を献呈されている。